# Национална класа
Национална класа (пун назив: Национална класа до 785 ccm) је култни југословенски филм, снимљен 1978. године, а премијерно приказан почетком 1979. године, у режији Горана Марковића. Главне улоге у филму тумаче Драган Николић, Богдан Диклић, Горица Поповић, Раде Марковић, Александар Берчек, Оливера Марковић, Воја Брајовић, Бора Тодоровић и Мића Томић.

## Радња
Младић из београдског предграђа, Флојд (Драган Николић), аутомобилски тркач у националној класи, у складу са својом страшћу, важи и као велики љубавник. Али није у складу са његовим амбицијама да и даље вози у националној класи. Да би прешао у вишу класу, мора да победи на важној трци, а да би у томе успео мора да одложи служење војног рока. За то му служи Миле (Богдан Диклић), бубрежни болесник, који уместо њега иде на прегледе. Међутим, то не успева, као што не успева ни избегавање брака са „службеном“ девојком Шиљом (Горица Поповић), која је затруднела. На крају, он губи трку, губи слободу, али добија пријатеља - на испраћај у војску долази му само Миле.

## О снимању филма
Филм „Национална класа“ је сниман током пролећа и лета 1978. године у Београду. Био је то први сценарио у филмској каријери Горана Марковића. Настао је после „Специјалног васпитања“. У животу додуше, није постојао Флојд, али јесте Фојт. То је био надимак режисера Бранка Балетића, најбољег Марковићевог пријатеља, који је и сам у време пре снимања филма учествовао на релијима. Кроз његов лик осликана је судбина генерације којој обојица припадају. Да би се постигла аутентичност и уверљивост тркачког амбијента, на филму су активно сарађивали најистакнутији људи из света трка.
Душан Тешић, новинар, који је дуги низ година био хроничар онога што се дешавало на тркачким стазама, али и око стаза, имао је двоструку улогу. Прва је била да евоцирањем успомена на разне тркачке анегдоте помогне у писању сценарија, а друга да, као и на правим тркама, у филму игра спикера, који на крају филма саопштава да главни јунак, ипак, није шампион.
Колика је пажња на снимању поклоњена томе да тркачки доживљаји буду верно описани, сведочи и то што су доајени тркачког спорта, Бранимир Перић Џо и Марјан Кулунџић, били ангажовани као саветници редитеља. Кулунџић се посебно старао да изрази у жаргону, као што је „ђунта са ситним нутом“ и слично, буду аутентични, и да се Бора Тодоровић, у улози Флојдовог механичара, у одговарајућим сценама увек дохвати алата који се заиста користи за поправку „Фиће“.
Његова улога стартера трке у филму памти се по суровој одлуци: „Трка се поништава“. Интересантно је да уопште није било предвиђено да се Џо окуша као глумац. Требало је да глуми Ђорђе Ненадовић, али случај је хтео да он закасни на снимање баш када је та сцена била на реду. Тада се Горан Марковић изнервирао и рекао Перићу: „Ти си прави стартер, ти ћеш да глумиш“. То се догодило у најузбудљивијим тренуцима снимања филмске трке, на ауто-крос стази поред старе циглане на Звездари, специјално конструисаној за потребе филма. Сада се на том месту налази "Научно технички парк Београд".
По угледу на велике светске филмске хитове овог жанра, где се такође као возачи појављују познати асови, важан детаљ за укупан имиџ филма састојао се у томе да главног јунака дублира главни аутомобилиста тог времена. Флојда је у тркачким сценама дублирао Павле Комненовић, најтрофејнији српски аутомобилски ас. Он је у то време већ возио формулу, па је актерима за снимање позајмио и своју опрему, атрактивну кацигу, ватросталне рукавице и два заштитна комбинезона које, у то време остали тркачи нису имали. Комненовић је дублирао и Флојдовог најљућег ривала који у једном тренутку слеће са стазе. Пошто је ривал био боље опремљен од Флојда, имао је и лепша кола. Његов ауто је био позајмљен од познатог хокејаша Партизана, Бојана Бертуша, а Комненовићева улога била је не само да атрактивно вози, него и да атрактивно слети са стазе у околну њиву, али тако да не направи штету на једном од најлепших, „фића“ припремљених за сезону стварних трка у Националној класи која је тих дана требало да почне.
У чувеној сцени туче у филму учествује још један ас српског ауто-мото спорта, Момир Филиповић, који је донео Црвеној звезди прву титулу првака на кружним тркама.
Осим трке на сјајно импровизованој стази, која је дело сценографа Миљена Кљаковића, узбудљиве сцене из вожње постоје у филму још у два наврата. Оба пута за воланом је био други дублер Драгана Николића, Милорад Јакшић Фанђо. Јакшић је био идеалан спој тркачког и глумачког света, јер је као познати сниматељ, и сам возио трке. Он се налазио за воланом „BMWa“, који се окреће „под ручном“ за 180 степени да би избегао Флојдовог „фићу“ у познатој сцени испред Шуматовца, али вози и Фијат 132 који Флојд позајмљује од оца своје девојке, да би импресионирао своју другу девојку.
Југословенска кинотека у сарадњи са Вип Мобајл и продуцентом Центар филм је рестаурисала овај филмски класик.

## Улоге
| - Драган Николић као Бранимир Митровић „Флојд“ - Горица Поповић као Вукосава Лазаревић „Шиља“ - Богдан Диклић као Миле - Војислав Брајовић као Папи - Бора Тодоровић као Жика „Жилијен“ - Александар Берчек као Мики „Буњуел“ - Маја Лалевић као Сенка - Ирфан Менсур као Симке Ди Џеј - Миливоје Мића Томић као Страхиња Митровић, Флојдов отац - Оливера Марковић као Смиља Митровић, Флојдова мајка - Раде Марковић као чика Мома Лазаревић, Шиљин отац - Ана Красојевић, као тета Милица Лазаревић, Шиљина мајка - Данило Бата Стојковић као друг Чабор | - Драгомир Фелба као чика Раде - Рахела Ферари као тетка Ната - Јелица Сретеновић као Јасна (Сурови Панк) - Аленка Ранчић, као Емилија Цукон - Слободан Алигрудић, као Видоје - Тони Лауренчић, као Славољуб Душановић „Славе“ - Гордана Стојановић, као Славица (Сурови Панк) - Предраг Милинковић, као Ђоле - Продавац у радњи ауто-делова - Живојин Павловић, као Купац у радњи ауто-делова - Ђорђе Ненадовић, као „Рагациони“ - Љубомир Ћипранић, као „Проценитељ штете“ - Бранимир Петрић Џо, као „Стартер трке“ - Душан Тешић Меца, као „Коментатор трке“ |

## Музика
Музичко издање са девет песама изашло је 1979. године, са најавом за излазак филма. Албум је издат у облику LP плоче, а издавач је био ПГП-РТБ. Музику је компоновао Зоран Симјановић, текстове песама је написала Марина Туцаковић, а од певача се појављују Дадо Топић, Слађана Милошевић, Лабораторија звука (Вранешевић), Оливер Мандић, Оливер Драгојевић и Зумрета Миџић-Зузи.
Списак песама:
- А1.  – Дадо Топић
- А2. Имам све – Слађана Милошевић
- А3. Зашто – инструментал
- А4. Миришем – Лабораторија звука (Вранешевић)
- Б1. Национална класа – инструментал
- Б2. Цвећке и злоће – Оливер Мандић
- Б3. Зашто – Оливер Драгојевић
- Б4.  – Зумрета Миџић-Зузи
- Б5.  – инструментал

## Награде
На Филмским сусретима у Нишу 1979. Драган Николић је добио Награду Цар Константин за најбољу мушку улогу.

## Наставак
Редитељ Горан Марковић изјавио је на конференцији за новинаре у августу 2009. да ће снимити наставак филма. Очекивано је да ће пензионисаног аутомобилисту Брану Флојда поново глумити Драган Николић, а да би главни јунак филма требало да буде Флојд јуниор. Марковић није могао да прецизира да ли ће се сви јунаци из првог дела наћи и у наставку, и том приликом изјавио: „Није добра идеја да филм 'Национална класа 2' буде прости наставак, препричавање или продужавање приче. Веома је тешко направити наставак нечег тако успешног.“

## Културно добро
Југословенска кинотека је, у складу са својим овлашћењима на основу Закона о културним добрима, 28. децембра 2016. године прогласила сто српских играних филмова (1911-1999) за културно добро од великог значаја. На тој листи се налази и филм "Национална класа".